# Oksidativna fosforilacija
Oksidativna fosforilacija je presnovna pot, v kateri celice z encimi oksidirajo molekule hranilnih snovi in s tem sproščajo kemično energijo v njihovih vezeh, to pa potem porabijo za sintezo adenozin trifosfata (ATP).
Je sklop dveh procesov:
1. veriga za prenos elektronov
2. kemiosmoza; je proces, ki omogoča nastajanje ATP. Poteka s pomočjo encima ATP-sintaza. NADH in FADH2 prenašata elektrone, pridobljene med glikolizo in krebsovim ciklom, v verigo za prenos elektronov, ki leži na notranji nagubani membrani mitohondrija. Pri tem nastane voda. Energija elektronov omogoči črpanje protonov iz matriksa (notranjost mitohondrija) v medmembranski prostor. V drugem delu pa se protoni difundirajo nazaj v matriks. Energija, ki nastane, se izrabi za sintezo ATP.